# Polydesmus susensis
Polydesmus susensis är en mångfotingart som beskrevs av Karl Wilhelm Verhoeff 1932. Polydesmus susensis ingår i släktet Polydesmus och familjen plattdubbelfotingar. Inga underarter finns listade i Catalogue of Life.